# 饒娥
饶娥（?—?），字琼真，唐朝饶州乐平县（今江西省乐平县东）的女子。
饶娥生在小户人家，勤于纺织，十分注重修身。父亲饶勣，在江上打鱼，遇风浪，船翻不见尸体。饶娥当时十四岁，在水边痛哭，三天不吃而死。不久有雷电，水虫大多死死，饶勣尸体浮出，乡人惊异，赠送丧礼器物，葬饶勣、饶娥在鄱水之南。县令魏仲光在墓前立碑碣。建中初年，黜陟使郑淑上表唐德宗表旌她的门庭，河东柳宗元为她立碑。

## 延伸阅读
[在维基数据编辑]
 《新唐書/卷205》，出自《新唐書》